# (1168) Brandia
(1168) Brandia est un astéroïde de la ceinture principale découvert le 25 août 1930 à Uccle par l'astronome belge Eugène Joseph Delporte. Il porte le nom d'un professeur de mathématiques à l'Université de Bruxelles Eugène Brand.

## Historique
Sa désignation provisoire, lors de sa découverte le 25 août 1930, était 1930 QA.